# Coupe de la Reine
La Coupe de la Reine est une compétition annuelle de football en Thaïlande. Organisée par la Fédération de Thaïlande de football, elle a été disputée pour la première fois en 1970. Elle est baptisée du nom de la reine Sirikit.
Le Bangkok Bank et le Royal Thai Air Force ont remporté la première édition à égalité.

## Palmarès

### Finales
| Saison | Vainqueur                                                     | Finaliste                          | Score         |
| ------ | ------------------------------------------------------------- | ---------------------------------- | ------------- |
| 1970   | Bangkok Bank Royal Thai Air Force                             | ex æquo                            |               |
| 1971   | Bulog Putera ( Indonésie)                                     |                                    |               |
| 1972   | Rajpracha                                                     |                                    |               |
| 1973   | Rajvithi                                                      |                                    |               |
| 1974   | Royal Thai Air Force                                          |                                    |               |
| 1975   | Annulée                                                       |                                    |               |
| 1976   | Yanmar Diesel ( Japon)                                        |                                    |               |
| 1977   | Hanyang University ( Corée du Sud) Port Authority of Thailand | ex aequo                           |               |
| 1978   | Port Authority of Thailand                                    |                                    |               |
| 1979   | Port Authority of Thailand August 1st ( Chine)                | ex æquo                            |               |
| 1980   | Port Authority of Thailand                                    | August 1st ( Chine)                | 3-2           |
| 1981   | Rajpracha                                                     | Beijing Guoan ( Chine)             | 1-0           |
| 1982   | Royal Thai Air Force                                          | Hanyang University ( Corée du Sud) | 2-0           |
| 1983   | Bangkok Bank                                                  |                                    |               |
| 1984   | Hanyang University ( Corée du Sud)                            | Port Authority of Thailand         | 1-1 4 tab à 3 |
| 1985   | Annulée                                                       |                                    |               |
| 1986   | Shanghai University ( Chine)                                  | Copenhague ( Danemark)             | 4-2           |
| 1987   | Port Authority of Thailand                                    | Krung Thai Bank                    | 2-0           |
| 1988   | Hanyang University ( Corée du Sud)                            | Rajpracha                          | 1-0           |
| 1989   | Hanyang University ( Corée du Sud)                            | Royal Thai Air Force               | 3-1           |
| 1990   | Hanyang University ( Corée du Sud)                            | Royal Thai Police                  | 1-0           |
| 1991   | Hanyang University ( Corée du Sud)                            | Thai Farmers Bank FC               | 0-0 5 tab à 4 |
| 1992   | Gamba Osaka ( Japon)                                          | Royal Thai Air Force               | 4-3           |
| 1993   | Port Authority of Thailand                                    |                                    |               |
| 1994   | Thai Farmers Bank FC                                          | Rajvithi                           | 4-2           |
| 1995   | Thai Farmers Bank FC                                          |                                    |               |
| 1996   | Thai Farmers Bank FC                                          | Sinthana                           | 1-1 4 tab à 3 |
| 1997   | Thai Farmers Bank FC                                          | Royal Thai Navy                    | 1-0           |
| 1998   | Annulée                                                       |                                    |               |
| 1999   | Hanyang University ( Corée du Sud)                            | Rajpracha                          | 3-1           |
| 2000   | Bangkok Bank                                                  | Sinthana                           | 4-2           |
| 2001   | Annulée                                                       |                                    |               |
| 2002   | Osotspa                                                       | Sinthana                           |               |
| 2003   | Osotspa                                                       | TOT                                | 1-0           |
| 2004   | Osotspa                                                       |                                    |               |
| 2005   | Annulée                                                       |                                    |               |
| 2006   | Royal Thai Navy                                               | Krung Thai Bank                    | 1-0           |
| 2007   | Annulée                                                       |                                    |               |
| 2008   | Annulée                                                       |                                    |               |
| 2009   | Ansan Hallelujah ( Corée du Sud)                              | BEC Tero Sasana                    | 1-0           |
| 2010   | Bangkok Glass                                                 | Police United                      | 4-1           |